# 意味づけ
意味づけ（いみづけ、英: making meaning, meaning-making, etc.）とは、ある事物に他の事物との関係性・位置づけや価値・評価を付与すること。
一般的な動詞形としては「意味付ける」と「づ」が漢字表記されるのが普通だが、名詞化して心理学・心理療法用語として用いる場合は「意味づけ」と表記されることがほとんどである。
臨床心理学・心理療法・カウンセリング・コーチング等においては、この語は「物事の意味づけ（捉え方）を変えることで、積極的な効果を引き出す」という文脈・意味合いで用いられることがほとんどである。